# Freddy vs. Jason vs. Ash: The Nightmares Warriors
Фредди и Джейсон против Эша: Воины ночных кошмаров (англ. Freddy vs. Jason vs. Ash: The Nightmare Warriors) — серия комиксов «Кошмар на улице вязов», «Пятница, 13» и «Зловещие мертвецы», появившаяся совместными усилиями издательств Wildstorm, Dynamite Entertainment и DC Comics.
Серия комиксов Фредди и Джейсон против Эша: Воины ночных кошмаров создана командой художников и сценаристов издательств Wildstorm Comics, Dynamite Entertainment и DC Comics на основе образов и героев киносериалов «Кошмар на улице вязов», «Пятница, 13» и «Зловещие мертвецы», созданных Уэсом Крэйвеном, Шоном Каннингемом и Сэмом Рейми при участии киностудии New Line Cinema.

## Сюжет
Бессмертное Зло пробуждается под водами Хрустального озера шесть месяцев спустя после событий первой части. Жадный до денег и власти государственный чиновник завладевает Некрономиконом и освобождает дух Фредди Крюгера. Эш вновь начинает битву со Злом, и всё выходит из-под контроля, когда в ходе битвы Джейсон сталкивается с Томми Джарвисом.
Между тем, Крюгер становится единым целым с Некрономиконом — теперь он обладает всеми силами книги мёртвых, включая контроль за нежитью. Фредди идёт на сделку с Джейсоном, и тот возглавляет армию тьмы, направляющуюся в Вашингтон — город подвергается нападению, и план Крюгера воплощается в жизнь.
Теперь он не ограничен улицей Вязов, армия тьмы во главе с Джейсоном сметает всё на своём пути. Томми Джарвис и Джейкоб Джонсон оказываются в ловушке в мире снов Крюгера, и либо они приносят ему Некрономикон, либо он убивает их друзей. Фредди, тем временем, занимает место президента США. Крюгер практически у цели — он станет повелевать как миром снов, так и реальностью. Эш Уильямс и Выжившие пытаются остановить его.
Битва приближается к концу, Эш ведёт остатки своей армии в бой, в котором Томми Джарвис в последний раз столкнётся с Джейсоном Вурхисом, а Эш начнёт сражение с Крюгером.

### Часть 1
Спустя всего лишь день после событий предыдущей части, группа правительственных агентов, возглавляемых неким Расселом, прибывает к водам Хрустального озера, завладев Книгой мёртвых — Некрономиконом. С книгой на руках Рассел направляется прямиком в Пентагон, оставив группу своих людей у озера, дабы они выкопали тело Джейсона изо льда. Маньяк, тем временем, просыпается от видений, в которых Фредди в образе Памелы Вурхис направляет Джейсона на поиски Эша Уильямса, а затем Вурхис должен раз и навсегда покончить с ним, оставляя за собой кровавый след и горы трупов, включая правительственных агентов.
Затем события переносят нас на 6 месяцев вперёд во Франклин, в штате Мичиган, где Эш живёт мирной жизнью со своей возлюбленной Кэролин, искренне надеясь, что кошмары прошлого остались позади. Эш готовится к вечеринки с барбекю, когда на пороге его дома появляется некая Мэгги Бэрроуз, утверждающая, что Фредди вернётся и предлагает Эшу присоединиться к её группе единомышленников во главе с нею и доктором Нилом Гордоном. В их группе люди, выжившие после столкновения с силами Тьмы.
Раздражённый Эш прогоняет Мэгги, а затем идёт в магазин, оставив Кэролин одну дома. Тем временем, у Стефани Кимбл и Элис Джонсон появляются видения о воссоединении Джейсона и Фредди в то время, как Вурхис нападает на Кэрри и убивает её.

### Часть 2
Эшу приходится сбежать из собственного дома, когда он слышит сирены приближающихся полицейских машин. А неизвестный наблюдает за ним из укрытия. Между тем, в Пентагоне при помощи Некрономикона директор Рассел возвращает из мира мёртвых Фреда Крюгера в его человеческом обличье. Мэгги, у которой роман с Нилом Гордоном, чувствует, что её отец вернулся в мир живых. Вместе с группой людей, включая девушек Ренни и Тину, они работают над поиском избранных, которые притягивают силы Зла. Так в команде оказался Джейкоб Джонсон и его мать Элис.
Между тем, Эш отправляется на поиски штаб-квартиры Мэгги и Нила, не зная, что Джейсон идёт по его следу. В доме Мэгги появляется девушка Стефани Фриман со своим отцом Стивеном. Тем временем, в Вашингтоне власти проводят допрос Крюгера, пытаясь узнать, как именно удавалось ему убивать подростков в их снах, а у Стефани происходит припадок, во время которого она видит, как Джейсон убивает нескольких людей на железнодорожной станции. Вскоре он появляется в штабе выживших, где Стивен становится его следующей жертвой. Смертей было бы больше, если бы там не появился незнакомец, следивший за Эшом — им оказался Томми Джарвис.

### Часть 3
Группа из Пентагона выслеживает Вурхиза и ей удаётся поймать маньяка. Между тем, обосновавшись в отеле и представив всех друг другу, Мэгги пытается понять, как действовать дальше. Разъярённый Томми считает, что ему не нужна помощь, и он уходит. Выясняется, что отец Мэгги работает в правительстве, и он получил Некрономикон.
Тем временем, Джейсон оказывается в особом месте, где правительство собрало многочисленных зомби — там он встречает Фреда Крюгера, поделившегося с ним своими планами: Некрономикон уже наделил его своей силой, но чтобы окрепнуть, ему нужно заполучить книгу. Фредди убеждает Джейсона возглавить армию тьмы, и с помощью демонов снов наделяет Джейсона силой, даруя ему неуязвимость и вернув человеческий облик.
Выжившие прибывают в Вашингтон, где Мэгги и остальные попадают на встречу с Гордоном Расселом: Мэгги, Нил и Ренни оказываются лицом к лицу с Крюгером, а остальных агенты Рассела отправляют в тюрьму. На встрече, Крюгер раскрывает все свои карты — он подчинил себе разум Мэгги, заставив её убить Ренни. Тине приходит видение о смерти Ренни, и она рассказывает о произошедшем остальным. Тем временем, Джейсон и армия тьмы оказываются на улицах Вашингтона.

### Часть 4
Крюгер управляет роботом, осуществлявшем перевод Некрономикона, пытаясь одолеть Тину, Эша и Элис. Томми появляется в Вашингтоне, чтобы убить Джейсона, но демоны хватают его и относят к Крюгеру. Джейкоб, оставшийся в отеле видит сон, в котором Стефани, собирающаяся соблазнить его, превращается в Крюгера и пытается его убить. Элис слышит крики помощи Джейкоба, и переносит себя, Тину и Эша в сон, в котором они сталкиваются с Крюгером. Им удаётся спасти Стефани, но Крюгер похищает Джейкоба, а затем выступает на американском телевидении, рассказав о новом правлении. Эш, Элис, Тина и Стефани находят магазин, запасаются оружием и отправляются на улицы Вашингтона, кишащие живыми мертвецами.

### Часть 5
Начинается кровавый дождь. Оказавшись у Белого дома, Стефани пропадает, а неожиданное появление военных позволяет героям подобраться ближе к Крюгеру, чьё лицо возникает над резиденцией президента вместе с вратами в измерение демонов — перед Белым домом происходит ожесточённая схватка между американскими военными и всей нежитью мира.
Между тем, во сне Стефани узнаёт от Крюгера, что она из семьи Вурхиз. Она понимает, что сможет остановить Джейсона, когда Крюгер позволил её тёмной стороне вырваться наружу. В кабинете президента, где Фредди держит в заложниках Томми и Джейкоба, появляется Джейсон, затеявший драку с Фредди. Джейсон убивает Мэгги, а затем в кабинете появляется танк с Эшем внутри, который Тина перенесла туда при помощи телекинеза. Крюгеру и Джейсону удаётся сбежать.
Элис жертвует собой и позволяет Фредди убить её, чтобы сила Повелителя снов перешла к Джейкобу — он вызывает души всех убитых Крюгером детей, включая Воинов сновидений.

### Часть 6
Призраки детей Спрингвуда начинают истреблять живых мертвецов, а Аманде Крюгер почти удалось остановить Фредди, но маньяк наносит удар по Джейкобу, управляющему духами. Между тем, Эш вступает в битву с Фредди, а Томми — с Джейсоном. Эш отдаёт Некрономикон Нилу, пока Крюгер поглощает души воинов сновидений.
Стефани помогает Томми убить Джейсона, отрезав ему голову. Дух Нэнси помогает Нилу прочесть заклинание, и Крюгер овладевший душой Джейсона, лишается всех своих сил, которые магия Некрономикона буквально сдирает с его тела вместе с привычным обликом, снова превращая его в обычного человека. Шокированный Крюгер пытается убедить Эша что просто хотел чтобы его любили, но Эш не слушает маньяка и убивает его выстрелом из обреза в грудь. Все поглощенные Крюгером души, включая душу Джейсона при этом освобождаются.
Затем Эш говорит, что решил пуститься в бега, чтобы надежно спрятать Книгу Мертвых.
Однако финал комикса все же остается открытым. В нём некто утаскивает обезглавленное тело и голову Джейсона, повторяя слова некогда сказанные Фредди в облике Памелы Вурхиз «Ты не можешь умереть». Следующая сцена демонстрирует как полицейский (видимо во сне; судя по намекам действие происходит перед судом над Крюгером) берет дело Крюгера и исправляет ту самую формальную ошибку из-за которой маньяк в своё время был отпущен.